# Leanne Campbell
Leanne Campbell is een Australisch waterskiester.

## Levensloop
Campbell werd in 2011 wereldkampioene in de Formule 2 en in 2015 in de Formule 1 van het waterski racing.

## Palmares
- Wereldkampioenschap: 2015
- Wereldkampioenschap Formule 2: 2011
- Wereldkampioenschap Formule 2: 2013